# Heretics
Heretics ist ein US-amerikanischer Horrorfilm aus dem Jahr 2024 von Jose Prendes nach einem Drehbuch von Ryan Ebert.

## Handlung
Der Priester John lebt nach dem Tod seiner Frau mit der gemeinsamen Tochter Eva alleine in einem Haus. Er erlaubt eines Abends seiner Tochter, gemeinsam mit Freunden eine Hausparty zu veranstalten. Kurz bevor er das Haus verlässt, schenkt er seiner Tochter ein Relikt, dass einst ihrer Mutter und dessen Mutter gehörte. Unter den Freunden befinden sich unter anderen die Teenager Mary, Sarah und Gregg. Im Laufe des Abends trinken alle Alkohol und nach Spielen wie Daumenwrestling kippt langsam die Stimmung. So beschuldigt Mary Gregg, dass er seine Freundin Jessica mit Sarah betrügt.
Daher verschlägt es die jungen Leute in das verlassene Haus der Familie Simmons, das als Spukhaus gilt. In dem dreckigen Haus stoßen sie schon bald auf Blut und müssen feststellen, dass das Blut frisch ist. Nach und nach ereilen der Gruppe merkwürdige Sachen, die sie anfangs noch auf ihren Alkoholkonsum zurückführen. Im Verlauf ihres Abenteuers in dem Haus finden sie heraus, dass es in dem Haus keine Geister gibt, sondern es als Versammlungs- und Ritualort für eine Gruppe dient, die die Dämonin Lilith verehren. Sie finden über den Kult heraus, dass dieser isoliert in dem Haus lebt und Menschen opfert.

## Hintergrund
Es handelt sich um einen Mockbuster zu Heretic aus demselben Jahr. Am 6. Dezember 2024 wurde der Film in ausgewählten Kinos aufgeführt. Unter anderen wurde der Film im Laemmle Glendale in Glendale, dem Aurora Cineplex in Roswell, dem Film Noir Cinema in Brooklyn, dem Hickory Ridge Cinemas in Brunswick und dem Trylon Cinema in Minneapolis gezeigt. Es handelt sich nach The Lost Footage aus dem Jahr 2013 um die zweite Found-Footage-Produktion des Filmstudios The Asylum.

## Rezeption
Jim Morazzini schreibt in seiner Filmkritik auf Voice from the Balcony, dass das Spukhaus nicht gruselig, sondern einfach nur schmutzig wäre. Die Dialoge zwischen den verschiedenen Charakteren bezeichnet er als „geistlos“. Er ist der Meinung, dass das Tempo des Films zu langsam sei und sinnvolle Entwicklungen der Handlung fehlen würden. Die Qualität der Filmaufnahmen innerhalb des Hauses bezeichnet er als zu dunkel, sodass „man oft nicht sehen kann, was passiert“. Er bemängelt, dass die Tode entweder im Off passieren oder aufgrund der Videoqualität nicht zu erkennen sind. Morazzini spricht über den Horrorfilm als „eine große Enttäuschung“ und das sich der Film als „dünn und uninspiriert“ anfühlt. Final gibt er dem Film eine Wertung von 1,5 von 5 möglichen Sternen.
Aufgrund zu weniger Wertungen hat der Film bei Rotten Tomatoes keine Wertung. In der Internet Movie Database hat der Film eine Wertung von 5,7 von 10,0 möglichen Sternen (Stand: April 2025).